# Alberto II de Mónaco
Alberto II de Mónaco (Mónaco, 14 de marzo de 1958) es el príncipe soberano de Mónaco, tras haber sucedido a su padre Raniero III de Mónaco desde 2005. Su nombre completo es Alberto Alejandro Luis Pedro Grimaldi (del francés: Albert Alexandre Louis Pierre Grimaldi) y está casado con Charlene Wittstock, hoy princesa Charlene de Mónaco. 
Recibe el trato de Su Alteza Serenísima. Antes de suceder a su padre, fue príncipe heredero y marqués de Baux, así como regente del país durante la enfermedad de su padre.

## Biografía

Monograma individual de Alberto

### Nacimiento
Alberto nació el 14 de marzo de 1958 en el Palacio Principesco de Mónaco, siendo el segundo hijo de Raniero III de Mónaco y la princesa Grace.

### Bautismo
Fue bautizado pocos meses después de nacer en la Catedral de Mónaco. Su madrina fue la reina Victoria Eugenia de España y su padrino el príncipe Luis de Polignac.

### Nombres
- Alberto: en honor a Alberto I de Mónaco.
- Alejandro: nombre común en la realeza y nobleza europea.
- Luis: en honor al príncipe Luis II de Mónaco.
- Pedro: en honor a su abuelo paterno el conde Pedro de Polignac, príncipe consorte de Mónaco.

### Hermanas
- Carolina Luisa Margarita, nacida el 23 de enero de 1957
- Estefanía María Isabel, nacida el 1 de febrero de 1965

### Educación
Realizó sus estudios secundarios en el Liceo Albert Premier, donde se graduó con distinción en 1976.
En 1977 se inscribió en el Amherst College en Massachusetts, Estados Unidos, donde estudió ciencias políticas, economía, música y literatura inglesa. En 1981 se graduó en ciencias políticas.
El príncipe habla francés, inglés, español, alemán e italiano.

### Aficiones
Alberto compitió en bobsleigh en las Olimpiadas de Invierno de 1988, 1992, 1994, 1998 y 2002. Representó a su país en el ingreso en la ONU (1993) y en el Consejo de Europa (octubre de 2004). Es, también, uno de los propietarios de la red social Yoctocosmos y es miembro del Foro Económico Mundial.

### Noviazgos e hijos fuera del matrimonio
Mantuvo breves y discretas relaciones sentimentales con conocidas modelos como Brooke Shields, Claudia Schiffer o Tasha de Vasconcelos. Su larga soltería y la reserva sobre su vida privada dio pie a numerosos rumores.
Tiene dos hijos reconocidos, fruto de sus relaciones con la togolesa Nicole Valérie Coste -de la que nació Alexandre Éric Stéphane (2003)- y con la estadounidense Tamara Jean Rotolo —de la que nació Jazmin Grace Rotolo (1992)—, oficialmente reconocida cómo Jazmin Grace Grimaldi y residente en California. Aunque ambos gozan de los beneficios económicos y educacionales del principado y heredarán la fortuna correspondiente, ninguno de los dos podrá acceder a la línea de sucesión al trono, pues la ley monegasca excluye de tal privilegio a los hijos habidos fuera del matrimonio.

## Matrimonio y descendencia

Monograma Dual de Alberto y Charlene

### Noviazgo y compromiso
En 2000 conoció a la otrora nadadora Charlene Wittstock, con la que inició una relación sentimental.

### Boda
El 1 de julio de 2011 contrajeron matrimonio civil en el Salón del Trono del palacio Grimaldi; el matrimonio religioso tuvo lugar al día siguiente en el mismo Palacio. La ceremonia civil fue presidida por Philippe Narmino, oficial del registro civil de los soberanos, y la religiosa por monseñor Bernard Bassi, arzobispo de Mónaco. El testigo de la boda civil fue su primo Donald Christopher Le Vine -hijo de Elizabeth Anne, la hermana menor de Grace Kelly-. La luna de miel tuvo lugar en Sudáfrica, país natal de la princesa Charlene.
Hijos
El 30 de mayo de 2014 el Palacio Grimaldi comunica que la princesa Charlene está embarazada de mellizos y daría a luz a finales de ese año.
El 10 de diciembre de 2014 nacen los mellizos del matrimonio, siendo la primogénita una niña, Gabriela de Mónaco quien lleva el título de condesa de Carladès, y en segundo lugar el heredero, Jaime de Mónaco, marqués de Baux.

## Títulos
Como soberano de Mónaco, lleva la siguiente titulatura:
Su Alteza Serenísima Alberto II, príncipe soberano de Mónaco, duque de Valentinois, marqués de Baux, conde de Carladès, conde de Polignac, barón de Calvinet y de Buis, señor de Saint-Rémy y de Matignon, conde de Torigni, barón de Saint-Lô, de La Luthumière y de Hambye, duque de Estouteville, de Mazarin y de Mayenne, príncipe de Château-Porcien, barón de Massy, conde de Ferrette, de Belfort, de Thann y de Rosemont, barón de Altkirch, señor de Issenheim, marqués de Chilly, conde de Longjumeau y marqués de Guiscard.

## Distinciones honoríficas

### Órdenes
- Soberano Gran Maestre de la Orden de San Carlos (6 de abril de 2005), Gran Cruz, 13 de marzo de 1979[13]
- Soberano Gran Maestre de la Orden de la Corona (6 de abril de 2005)
- Soberano Gran Maestre de la Orden de Grimaldi (6 de abril de 2005)
- Soberano Gran Maestre de la Orden del Mérito Cultural (6 de abril de 2005)

## Distinciones honoríficas extranjeras
- Gran Estrella de Honor por los Servicios Prestados a la República de Austria (República de Austria)[14]
- Caballero Gran Cruz Clase Especial de la Orden del Mérito de la República Federal de Alemania)
- Caballero Gran Cruz con Cordón de la Orden al Mérito de la República Italiana (República Italiana)[15]
- Caballero gran cruz de la Orden del Halcón (Islandia)
- Caballero gran cruz de la Orden de Buena Esperanza (República de Sudáfrica, 1999)
- Caballero gran cruz de la Orden de San Olaf (Reino de Noruega, 1986)[16]
- Medalla Conmemorativa del 50 Aniversario del Rey Carlos XVI Gustavo (Reino de Suecia, 30/04/1996).[17]
- Caballero gran collar de la Orden del Infante Don Enrique (Portugal, 2022)[18]
- Caballero gran cruz de la Orden de Ernesto Augusto (Casa Real de Hannover)

## Ancestros
|  |                                                         |  |  |  |  |  |  |  |  |  |  |  |  |  |  |  |
|  | 16. Conde Charles Marie de Polignac                     |  |  |  |  |  |  |  |  |  |  |  |  |  |  |  |
|  |                                                         |  |  |  |  |  |  |  |  |  |  |  |  |  |  |  |
|  |                                                         |  |  |  |  |  |  |  |  |  |  |  |  |  |  |  |
|  | 8. Conde Maxence Melchior de Polignac                   |  |  |  |  |  |  |  |  |  |  |  |  |  |  |  |
|  |                                                         |  |  |  |  |  |  |  |  |  |  |  |  |  |  |  |
|  |                                                         |  |  |  |  |  |  |  |  |  |  |  |  |  |  |  |
|  | 17. Caroline Joséphine Le Normand de Morando            |  |  |  |  |  |  |  |  |  |  |  |  |  |  |  |
|  |                                                         |  |  |  |  |  |  |  |  |  |  |  |  |  |  |  |
|  |                                                         |  |  |  |  |  |  |  |  |  |  |  |  |  |  |  |
|  | 4. Conde Pedro de Polignac, Príncipe consorte de Mónaco |  |  |  |  |  |  |  |  |  |  |  |  |  |  |  |
|  |                                                         |  |  |  |  |  |  |  |  |  |  |  |  |  |  |  |
|  |                                                         |  |  |  |  |  |  |  |  |  |  |  |  |  |  |  |
|  | 18. Isidoro Fernando de la Torre y Carsí                |  |  |  |  |  |  |  |  |  |  |  |  |  |  |  |
|  |                                                         |  |  |  |  |  |  |  |  |  |  |  |  |  |  |  |
|  |                                                         |  |  |  |  |  |  |  |  |  |  |  |  |  |  |  |
|  | 9. Susana Mariana de la Torre y Mier y Teran            |  |  |  |  |  |  |  |  |  |  |  |  |  |  |  |
|  |                                                         |  |  |  |  |  |  |  |  |  |  |  |  |  |  |  |
|  |                                                         |  |  |  |  |  |  |  |  |  |  |  |  |  |  |  |
|  | 19. María Luisa de Mier y Teran y Celis                 |  |  |  |  |  |  |  |  |  |  |  |  |  |  |  |
|  |                                                         |  |  |  |  |  |  |  |  |  |  |  |  |  |  |  |
|  |                                                         |  |  |  |  |  |  |  |  |  |  |  |  |  |  |  |
|  | 2. Príncipe Raniero III de Mónaco                       |  |  |  |  |  |  |  |  |  |  |  |  |  |  |  |
|  |                                                         |  |  |  |  |  |  |  |  |  |  |  |  |  |  |  |
|  |                                                         |  |  |  |  |  |  |  |  |  |  |  |  |  |  |  |
|  | 20. Príncipe Alberto I de Mónaco                        |  |  |  |  |  |  |  |  |  |  |  |  |  |  |  |
|  |                                                         |  |  |  |  |  |  |  |  |  |  |  |  |  |  |  |
|  |                                                         |  |  |  |  |  |  |  |  |  |  |  |  |  |  |  |
|  | 10. Príncipe Luis II de Mónaco                          |  |  |  |  |  |  |  |  |  |  |  |  |  |  |  |
|  |                                                         |  |  |  |  |  |  |  |  |  |  |  |  |  |  |  |
|  |                                                         |  |  |  |  |  |  |  |  |  |  |  |  |  |  |  |
|  | 21. Lady Mary Victoria Douglas-Hamilton                 |  |  |  |  |  |  |  |  |  |  |  |  |  |  |  |
|  |                                                         |  |  |  |  |  |  |  |  |  |  |  |  |  |  |  |
|  |                                                         |  |  |  |  |  |  |  |  |  |  |  |  |  |  |  |
|  | 5. Princesa Charlotte, Duquesa de Valentinois           |  |  |  |  |  |  |  |  |  |  |  |  |  |  |  |
|  |                                                         |  |  |  |  |  |  |  |  |  |  |  |  |  |  |  |
|  |                                                         |  |  |  |  |  |  |  |  |  |  |  |  |  |  |  |
|  | 22. Jacques Henri Louvet                                |  |  |  |  |  |  |  |  |  |  |  |  |  |  |  |
|  |                                                         |  |  |  |  |  |  |  |  |  |  |  |  |  |  |  |
|  |                                                         |  |  |  |  |  |  |  |  |  |  |  |  |  |  |  |
|  | 11. Marie Juliette Louvet                               |  |  |  |  |  |  |  |  |  |  |  |  |  |  |  |
|  |                                                         |  |  |  |  |  |  |  |  |  |  |  |  |  |  |  |
|  |                                                         |  |  |  |  |  |  |  |  |  |  |  |  |  |  |  |
|  | 23. Joséphine Elmire Piedefer                           |  |  |  |  |  |  |  |  |  |  |  |  |  |  |  |
|  |                                                         |  |  |  |  |  |  |  |  |  |  |  |  |  |  |  |
|  |                                                         |  |  |  |  |  |  |  |  |  |  |  |  |  |  |  |
|  | 1. Alberto II, Príncipe Soberano de Mónaco              |  |  |  |  |  |  |  |  |  |  |  |  |  |  |  |
|  |                                                         |  |  |  |  |  |  |  |  |  |  |  |  |  |  |  |
|  |                                                         |  |  |  |  |  |  |  |  |  |  |  |  |  |  |  |
|  | 24. Brian Kelly                                         |  |  |  |  |  |  |  |  |  |  |  |  |  |  |  |
|  |                                                         |  |  |  |  |  |  |  |  |  |  |  |  |  |  |  |
|  |                                                         |  |  |  |  |  |  |  |  |  |  |  |  |  |  |  |
|  | 12. John Henry Kelly                                    |  |  |  |  |  |  |  |  |  |  |  |  |  |  |  |
|  |                                                         |  |  |  |  |  |  |  |  |  |  |  |  |  |  |  |
|  |                                                         |  |  |  |  |  |  |  |  |  |  |  |  |  |  |  |
|  | 25. Honora Margaret McLaughlin                          |  |  |  |  |  |  |  |  |  |  |  |  |  |  |  |
|  |                                                         |  |  |  |  |  |  |  |  |  |  |  |  |  |  |  |
|  |                                                         |  |  |  |  |  |  |  |  |  |  |  |  |  |  |  |
|  | 6. John Brendan Kelly                                   |  |  |  |  |  |  |  |  |  |  |  |  |  |  |  |
|  |                                                         |  |  |  |  |  |  |  |  |  |  |  |  |  |  |  |
|  |                                                         |  |  |  |  |  |  |  |  |  |  |  |  |  |  |  |
|  | 26. Walter Costello                                     |  |  |  |  |  |  |  |  |  |  |  |  |  |  |  |
|  |                                                         |  |  |  |  |  |  |  |  |  |  |  |  |  |  |  |
|  |                                                         |  |  |  |  |  |  |  |  |  |  |  |  |  |  |  |
|  | 13. Mary Anne Costello                                  |  |  |  |  |  |  |  |  |  |  |  |  |  |  |  |
|  |                                                         |  |  |  |  |  |  |  |  |  |  |  |  |  |  |  |
|  |                                                         |  |  |  |  |  |  |  |  |  |  |  |  |  |  |  |
|  | 27. Anne Burke                                          |  |  |  |  |  |  |  |  |  |  |  |  |  |  |  |
|  |                                                         |  |  |  |  |  |  |  |  |  |  |  |  |  |  |  |
|  |                                                         |  |  |  |  |  |  |  |  |  |  |  |  |  |  |  |
|  | 3. Grace Patricia Kelly                                 |  |  |  |  |  |  |  |  |  |  |  |  |  |  |  |
|  |                                                         |  |  |  |  |  |  |  |  |  |  |  |  |  |  |  |
|  |                                                         |  |  |  |  |  |  |  |  |  |  |  |  |  |  |  |
|  | 28. Johann Karl Majer                                   |  |  |  |  |  |  |  |  |  |  |  |  |  |  |  |
|  |                                                         |  |  |  |  |  |  |  |  |  |  |  |  |  |  |  |
|  |                                                         |  |  |  |  |  |  |  |  |  |  |  |  |  |  |  |
|  | 14. Carl Majer                                          |  |  |  |  |  |  |  |  |  |  |  |  |  |  |  |
|  |                                                         |  |  |  |  |  |  |  |  |  |  |  |  |  |  |  |
|  |                                                         |  |  |  |  |  |  |  |  |  |  |  |  |  |  |  |
|  | 29. Luise Wilhelmine Adam                               |  |  |  |  |  |  |  |  |  |  |  |  |  |  |  |
|  |                                                         |  |  |  |  |  |  |  |  |  |  |  |  |  |  |  |
|  |                                                         |  |  |  |  |  |  |  |  |  |  |  |  |  |  |  |
|  | 7. Margaret Katherine Majer                             |  |  |  |  |  |  |  |  |  |  |  |  |  |  |  |
|  |                                                         |  |  |  |  |  |  |  |  |  |  |  |  |  |  |  |
|  |                                                         |  |  |  |  |  |  |  |  |  |  |  |  |  |  |  |
|  | 30. Georg Berg                                          |  |  |  |  |  |  |  |  |  |  |  |  |  |  |  |
|  |                                                         |  |  |  |  |  |  |  |  |  |  |  |  |  |  |  |
|  |                                                         |  |  |  |  |  |  |  |  |  |  |  |  |  |  |  |
|  | 15. Margaretha Berg                                     |  |  |  |  |  |  |  |  |  |  |  |  |  |  |  |
|  |                                                         |  |  |  |  |  |  |  |  |  |  |  |  |  |  |  |
|  |                                                         |  |  |  |  |  |  |  |  |  |  |  |  |  |  |  |
|  | 31. Elisabetha Röhrig                                   |  |  |  |  |  |  |  |  |  |  |  |  |  |  |  |
|  |                                                         |  |  |  |  |  |  |  |  |  |  |  |  |  |  |  |
|  |                                                         |  |  |  |  |  |  |  |  |  |  |  |  |  |  |  |

| Predecesor: Carolina    | Príncipe Heredero de Mónaco 1958-2005 | Sucesor: Jaime       |
| Predecesor: Raniero III | Príncipe de Mónaco 2005-actualidad    | Sucesor: En el cargo |